# 紀元前35世紀
紀元前35世紀（きげんぜんさんじゅうごせいき）は、西暦による紀元前3500年から紀元前3401年までの100年間を指す世紀。

## 出来事

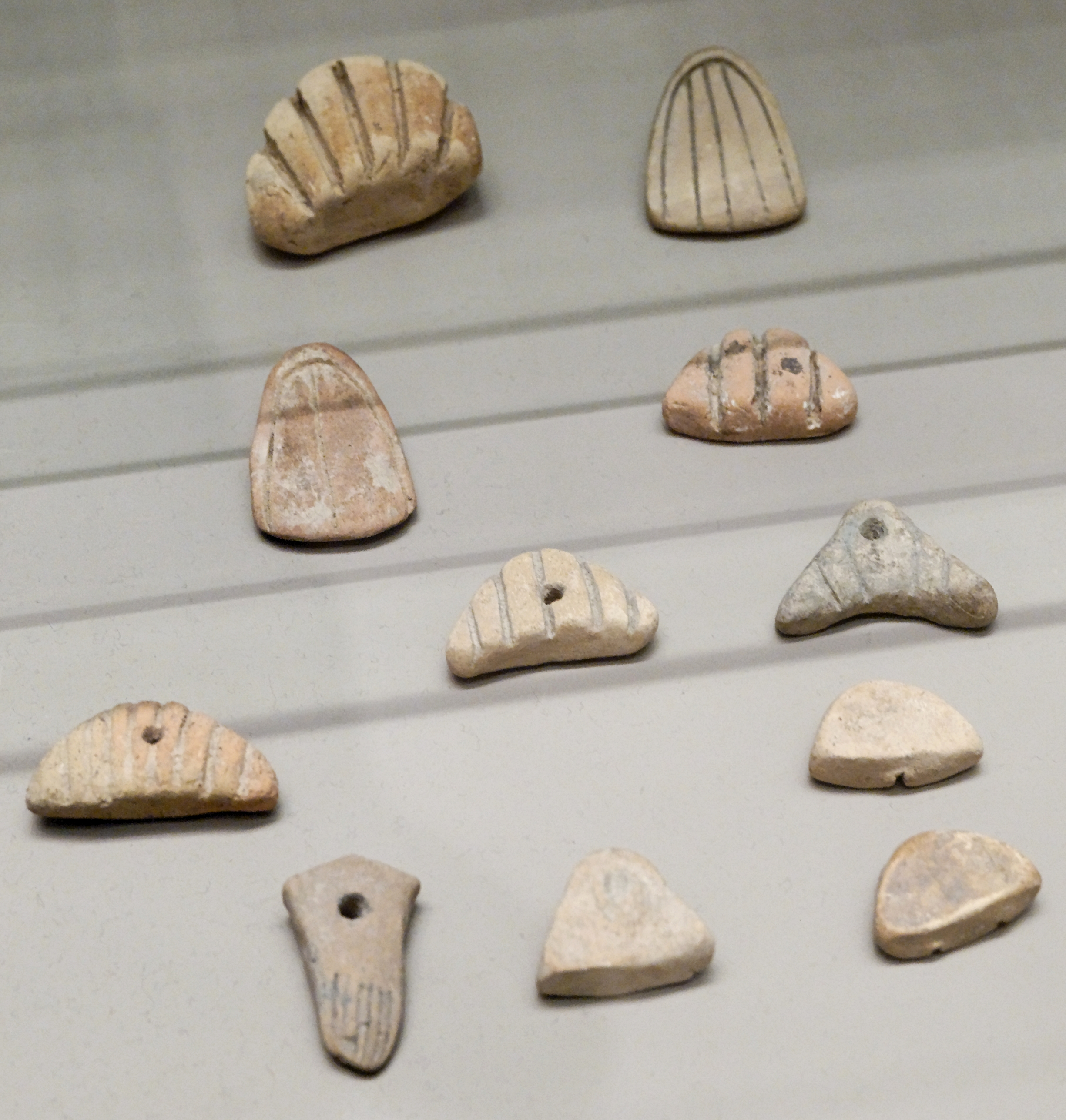
スサ出土の粘土製トークン。ウルク古拙文字に先行して商取引や交易の記録用に盛んに用いられた。画像はルーヴル美術館に所蔵されている紀元前4000年頃から紀元前3100年頃に用いられたトークンで、その使用の最盛期は紀元前3500年頃とされる。

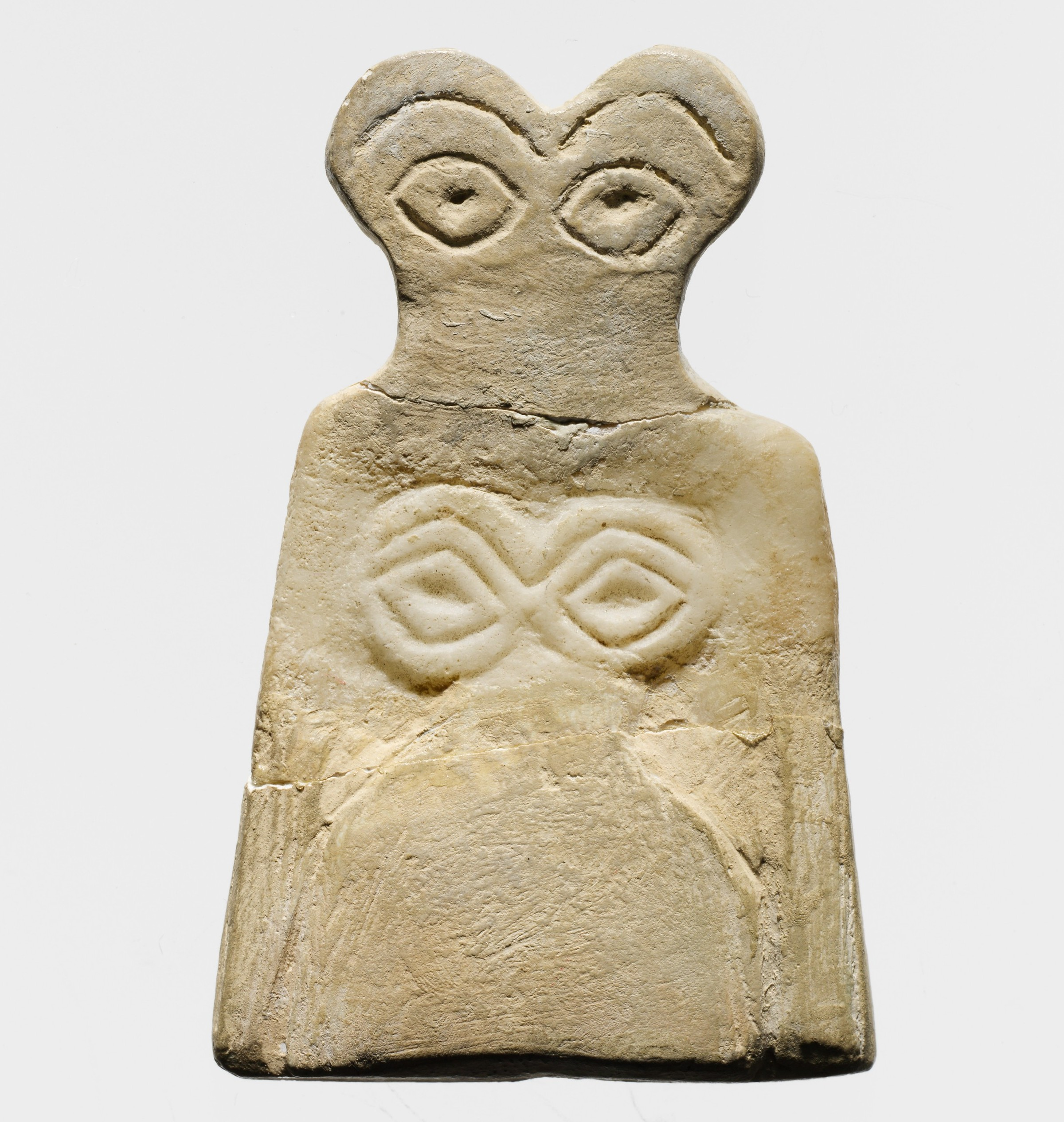
「眼の神殿」。現在のシリア北部にあるテル・ブラク遺跡はナガルと呼ばれた古代の都市国家で、その起源はウルク期に遡る。この遺跡で最もよく知られるのが「目の神殿」でここから数百個に及ぶ雪花石膏（アラバスター）製の「目の偶像」が出土した。画像はメトロポリタン美術館所蔵のもの。

- 紀元前3500年を基準とする前後1000年間
  - アフリカ大陸北部中央の草原地帯で乾燥化が進む。
    - のちにサハラ砂漠となる地域でサバナ（サバンナ）気候への移行が始まり、乾燥化が本格化・加速化する。
    - これに伴い当地域において家畜の飼育が広く行われた「家畜時代（Cattle period．紀元前7500年頃- 紀元前4000年頃）」が終焉に向かい、ウマ・ラクダ・乳牛の飼育に始まる「イマジゲン時代（Imazighen period．紀元前3000年頃- 紀元前700年頃）」へと移行してゆく。

- 紀元前3500年頃
  - メソポタミア文明の発祥。
    - 南メソポタミアにおいてウバイド期に代わりウルク期（ - 紀元前3100頃）が始まり、シュメール人の都市国家が築かれ始める（メソポタミア文明 - 紀元前2340年頃）。メソポタミア全域をつなぐウルクネットワーク（物流網）が成立する。
    - 北メソポタミアにおいてハラフ期に代わり、ガウラ期が始まる（ - 紀元前2900頃）。代表的な遺跡はテペ・ガウラ。
    - メソポタミアで記録用の粘土製トークンが盛んに用いられる。「トークン仮説」ではこれからウルク古拙文字の誕生につながったとされる。またトークンを包む粘土製のブッラもこの時期数多く出土する。
    - イラクのテル・アル・ウハイミルで発見された石灰岩製のキシュの粘土板文書（英語版）（アシュモレアン博物館蔵）が作られる。
    - ウルクのエアンナ神域にある神殿遺構にクレイペグ装飾壁が用いられる。これはタイルに相当する円錐形の粘土製品によるものであり、世界最古のモザイク装飾を構成している。
    - メソポタミア北部のナガル（テル・ブラク遺跡）に「眼の神殿（the Eye Temple）」が建設され、「眼の偶像（eye idol)」と呼ばれる雪花石膏（アラバスター）製の小像が置かれた。

  - エジプトはナカダII期（ゲルゼー期）。
    - ヒエラコンポリス・ナカダ・ティスを中心とする支配領域の形成。
    - アビュドス出土と推定される「ゲベル・エル・アラクのナイフ（英語版）」（ルーヴル美術館像）が作られる。

  - メヘルガル文化の衰亡。
    - インダス川流域および周辺地域で、銅器時代後期に当たるメヘルガルIII期が終わり、インダス文明発祥までの過渡期に入る。

  - 中国黄河下流域山東省近辺で大汶口文化中期（ - 紀元前3000年頃）。
  - 中国遼河上流域遼寧省近辺で紅山文化後期、牛河梁遺跡（中国語版）の「女神廟」や積石塚はこの時代のもの。
  - マイコープ文化の展開。
    - カフカス北部アディゲ共和国マイコープ周辺にクルガン（墳丘墓）（英語版）が作られる。
    - エルミタージュ美術館に収蔵されている「黄金の牛の像」などの副葬品がクルガンから出土している。

  - クラ・アラクセス文化（英語版）の始まり。
    - マイコープ文化と隣接したカフカス山脈からアナトリア東部の地域で成立（ - 紀元前2200年）。

  - ヨーロッパ各地で巨大な支石墓が激減し、小規模な支石墓に移行する（ - 紀元前2000年頃）。
  - 南米エクアドル中部の太平洋沿岸にバルディビア文化（英語版）が成立する（ - 紀元前1500年頃）。
- 紀元前3500年以降
  - シリア北東部のハモウカル遺跡が戦争によって破壊される。これは世界最古級の戦争の痕跡である

時期不特定
現在は消失しているが、この頃から歴史の記録が始まったと考えられる。